# Bovale
Bovale é uma casta tinta de uva, atribuído a duas variantes para vinho italiano que compartilham provavelmente uma relação clonal, sendo possivelmente até mesmo clone da uva de vinho espanhol Bobal. São encontrados principalmente na ilha de Sardenha, onde eles são usados principalmente em mistura.

Existem duas variantes:
- o clone mais cultivado é a Bovale Grande (sinónimos: Bova Murru, Bovale di Spagna, Bovale Mannu, Maraiola Maggiore, Mostaia, Nieddara, Nièddera, Nieddu Manu, Tintiglia, Tintilia, Tintillosa, Tintirella, Zinzillosa), que tem frutos maiores. O vinho Del Molise Tintilia (DOC) é produzido a partir da variante Bovale Grande.
- Bovale Sardo (sinónimos: Bovale Piccolo, Bovale Piticco, Bovaleddo, Bovaleddu, Cadelanisca, Cardanissia, Carrixa, Moraiola Minore, Muristeddo, Muristellu, Nieddu Prunizza) que tem bagas ligeiramente menores e tende a produzir um vinho mais austero. Os vinhos O Mandrolisai (DOC) e o Campidano di Terralba (DOC) são produzidos a partir da variante Bovale Sardo.